# Insula Dealul Beci
Dealul Beci este o insulă situată pe râul Mostiștea, în satul Siliștea, comuna Valea Argovei, județul Călărași, România. Insula este sit arheologic, aici aflându-se ruinele curții brâncovenești de la Obilești. Situl este înscris în lista monumentelor istorice, cod LMI CL-I-m-B-14578.

## Legături externe
- Palatul Sfântului Brâncoveanu de la Obilești - ziarullumina.ro, Publicat de Dumitru Manolache, 22 iulie 2014

 Acest articol despre o localitate din județul Călărași este deocamdată un ciot. Puteți ajuta Wikipedia prin completarea lui.